# Даосизм в Корее
Даосизм в Корее — религиозно-философское учение, получившее распространение на территории корейского полуострова в период правления династии Тан. Особенность корейского даосизма заключается в синкретизме традиционных китайских положений учения о Дао и протокорейских народных верований.
До недавнего времени предмет исследования даосизма в Корее получал лишь ограниченное внимание от историков культуры. Корейский буддизм, конфуцианство и протокорейский шаманизм были и остаются объектом интенсивных философских, антропологических, социологических и исторических исследований, но даосизм, если его исследуют, обычно сводится к теме источников литературных сюжетов в традиции корейской культуры.
Отсутствие научного интереса к даосизму в Корее объясняется давними предположениями о том, что даосизм оставил незначительный след в истории Кореи, поскольку ему, в отличие от буддизма и конфуцианства, не хватало институциональной базы. Политическая институциональность была отвергнута как конфуцианской, так и буддийской элитами, как подрывная деятельность нормального социального и этического поведения, о чем свидетельствует неоднократное осуждение даосизма в историографических источниках.
Эти предположения, однако, основаны на ограниченном определении даосского учения, некритическом понимании конфуцианской историографии и чрезмерной зависимости от конфуцианских историографических текстов. Когда рассматриваются альтернативные источники (фольклор, мифы, биографические эссе), в подавляющем большинстве присутствуют свидетельства о частой ритуальной практике корейского дао и позитивной оценке даосских идей в культуре в целом.
Ещё одна проблема заключается в том, что большое количество корейских ученых полагают, что корейский даосизм не был импортирован из Китая в определенное время, а, по сути своей, является корейской традицией, которая разделяет характеристики с китайским даосизмом. Официальные исторические записи отмечают, что в Древней Корее, около седьмого века н. э., даосизм был передан из Китая эпохи Тан, но до этого существовала традиционная форма веры и поклонения, очень похожая на китайский даосизм и часто описываемая как коренной «корейский даосизм».
В подтверждение этого приводятся «Миф о Тангуне» и другие мифологические рассказы, связанные с созданием Кореи, очевидно, созданные под влиянием идеи о бессмертии.
С этой точки зрения «корейский даосизм» тесно связан с древней коренной культурой. Он имел решающее значение для формирования уникального характера корейской культуры, и это было особенно важно в то время в истории, когда было необходимо подчеркнуть корейскую политическую и культурную самобытность.
Корейские исследователи считают, что, хотя «корейский даосизм», таким образом, является очень древним и подлинным корейским компонентом, он развился в совершенно новых направлениях с введением даосизма, который стал передаваться из Китая. В конечном счёте, эти два философско-религиозных мотива объединились, чтобы сформировать корейский даосизм (в прямом его значении), опирающегося на принципы традиционного китайского даосизма, значительно обогащаясь в своей структуре.
Принимая во внимание позицию корейского научного общества, всё же справедливо заметить, что, хотя в протокорейской культуре и существовали схожие с даосизмом натурфилософские, мифологические и религиозно-ритуальные мотивы, они не были структурированы и оформлены в какое-либо философско-религиозное учение, так что говорить о том, что в древней Кореи уже существовал «корейской даосизм», вряд ли возможно.

## Даосизм в Когурё
Временем начала проникновения даосизма на Корейский полуостров считается период Самгук (I—VII в.) — корейского троецарствия.
В Когурё расцвет учения приходится на начало VII в. В 624 г. танский император Гао-цзу(高祖) отправил в Когурё посольство для проповеди даосизма. В ответ, в 625 г. король Когурё отправил в Китай дипломатическую миссию, целью которой являлось обучение даосским практикам. Этот «дипломатический обмен» принято считать официальной отправной точкой проникновения даосизма из Китая в Корею.
В установившихся между Китаем и тремя корейскими царствами (в частности Когурё) отношениях, корейские государства приняли на себя роль сателлита. Экспорт даосизма имел прежде всего политическую функцию установления контроля над государственным аппаратом Когурё, внедрения в культурную жизнь государства и установления общих с Китаем философско-религиозных доктрин. Ещё одной целью танского двора являлось подавление Когурёсского буддизма. По заключенным дипломатическим договорённостям государственный аппарат в Когурё был обязан контролировать и всячески сдерживать излишнее распространение буддизма.
В 642 г. главой государства Когурё стал Ён Кэсомун (?—666 гг.) поддерживающий доктрину «единства трёх учений» и считавший, что наравне с буддизмом и конфуцианством в Корее так же сильно должно быть распространено учение дао. Согласно труду средневекового историка Ким Бу Сика, в первые дни своего правления Ён Кэсомун заявил: «Три вероучения подобны треножнику, и если не будет хватать одной ноги, не сможет устоять котел. Сейчас процветают два учения — Конфуция и Будды, но не получило расцвета учение о Дао, поэтому нельзя сказать, что мы располагаем искусством постижения всеобщего закона». По его просьбе в 643 г. из Китая прибыла группа даосов для проповеди и распространения учения.
Интересно то, что после 643 г. даосизм в Когурё имел дуалистическую форму: первая — ритуалы обеспечения безопасности государства и правящей династии. Вторая — народные верования. Первая форма была прямым результатом политических интенций Танского двора, вторая же — отражение протокорейских верований и ритуалов, нашедших общие мотивы с китайским даосизмом и слившихся с ним.

В Когурё существовали храмы поклонения духам звезд и духам предков: Линсин(零星) и Шэцзи (社稷), а так же священная пещера Суйшэнь (禭神 Сухёль), изначально предназначающаяся для проведения ритуалов, связанных с корейским шаманизмом. Пещера Суйшэнь использовалась для проведения даосских ритуалов, чрезвычайно близких корейским по обрядности.

## Даосизм в Пэкче и Силла
К сожалению, про распространение даосизма в Пэкче и Силла известно намного меньше, чем про Когурё. Прежде всего, это обусловлено не такими тесным дипломатическим отношениями, а так же географической отдалённостью этих государств от Китая.
Что касается Пэкче, то нет никаких прямых формальных записей в корейской историографии о распространение даосизма в этом государстве. Однако, ссылаясь на указанные в японских летописях «Нихон сёки» данные о том, что в десятый год правления императора Тайко (602 г.) пэкчесский монах Гуань Лэй(觀勒) прибыл в Японию и представил императору астрологические писания, календари, тексты, посвященные календарному расчету и методам магии, можно сделать вывод о том, что даосизм уже получил должное распространение в Пэкче.
Ещё одним доказательством являются обнаруженные в конце XX века в ходе археологических раскопок в руинах пэкчесского дворца правящей династии артефакты. Например, выплавленная из бронзы и золота курильница бошань-лу(博山爐), найденная в дворцовой мастерской, имеет на себе гравюрное изображение Пэнлая(蓬萊)- «Рая бессмертных».
Царство Силла позднее всех наладило дипломатические отношения с Китаем. Так же как и с Пэкче, отсутствуют какие-либо записи в корейской историографии о распространение учения в этом царстве.
Несмотря на значительное сходство идеологических основ Пэкче и Силла, последнее не проявило особого расположения к даосизму, хотя вполне очевидно, что учение оказало всеобъемлющее влияние на развитие его общественной мысли.
Ещё средневековой корейские учёные писали по этому поводу, что, хотя силласские правители на словах не намеревались управлять государством, руководствуясь принципами премудрого Лао-цзы, но в действительности же они правили именно с их помощью. Это означает, что в Силла точно так же, как и в Пэкче, идеи даосизма были известны, а так же в силласской культурной традиции имелись общие с даосизмом черты. Так, например, миф о Пак Хёккосе — древнем основателе государства Силла — наполнен идеями о небожительстве и культе бессмертного.
В VII веке (около 621—624 г.) силласское царство образовало военно-политический союз с Танским двором. В 643 году один из наиболее могущественных императоров танской династии Ли Шиминь(李世民) (559—649 гг.) принял дипломатическую делегацию из Силла для обсуждения войны против пэкчесского и когурёсского царств, но никаких определённых соглашений не было заключено. В 655 г. войска Когурё и Пэкче атаковали северные границы Силла и захватили 33 крепости. Тяжкое состояние силласского царства послужило основным аргументом в принятии решения отправить против Пэкче танские войска.
В 660 году Силла захватило Пэкче, а в 668 г. завоевало также и Когурё. Военно-политический альянс танского двора и Силла распался в 674 году. Начались Силла-Танские войны, продлившиеся 10 лет и положившие конец экспансии Танского Китая на полуострове и образованию Объединённого Силла. С 676 года по 841 год Тан и Силла находились в мире и вели оживлённый культурный обмен.
В результате данного культурного обмена, широкое распространение и популярность среди государственной элиты в Объединённой Силла получили алхимические трактаты о создании эликсиров бессмертия, импортированные из Китая. Множество Силласских монахов были отправлены в Китай для обучения. Одним из них был и Ци Хуэй(慈惠), отправленный в Китай в 827 г., записи о результатах которого сохранились в чосонских алхимических трактатах 16 века.

## Даосизм в Корее после падения Тан. Влияние на корейскую культуру
В конце IX века Объединённое Силла (668—935 гг.), раздираемое внутренней борьбой, ослабло и потеряло власть над наместничествами. Страна погрузилась в хаос гражданской войны и восстаний, в результате которых появилось новое корейское государство — Корё (918—1392 гг.).
Безусловно, что официальной религией в государстве Корё был буддизм, однако в равной мере неотъемлемой, составной частью его духовной и религиозной жизни были идеи геомантии, а так же гадательные практики, характерные даосизму. Религия в Корё характеризуется как эсхатологическая, как религия откровения, подкреплённая практикой геомантии и прорицанием. Роль даосизма в Корё была во многом схожа с его социальными функциями в Когурё, то есть она сосредотачивалась вокруг государственных ритуалов, связанных с культом Неба и вымаливанием сохранения и спасения государства и правителя. Наблюдалось также проникновение даосизма в народные верования, например, в культ Горного духа, а также мольбы простых людей ниспослать им личного счастья в мирской жизни.
Таким образом, можно утверждать, что принципами даосизма была пропитана повседневная жизнь населения Корё. В этот период строились даосские храмы и регулярно исполнялись государственные ритуалы культа Неба. Даосизм в Корё переплетался с буддизмом и корейским шаманизмом и превратился в религиозную веру постижения счастья, обладающей мистической силой спасения.
Даосская практика вымаливания долголетия существует до сих пор, например, в народном обычае празднования кануна Нового Года, когда старались провести новогоднюю ночь без сна. Существовала примета, что у того, кто заснёт в новогоднюю ночь, побелеют ресницы. Возможно, эта примета связана с тем, что для корейцев наступление Нового Года означает прибавление возраста.
Отдельно стоить отметить, что, начиная с XII в., даосизм, уступивший ведущую политическую и социокультурную роль конфуцианству, нашёл своё место в корейской поэзии, и влиял на литературную традицию Кореи вплоть до кона XIV в.
Никитина М. И. в своей книге «Поэтическое слово в корейской культуре. Классическая поэзия Индии, Китая, Кореи, Вьетнама, Японии» даёт краткий очерк поэзии того периода, описывая наличие даосских мотивов.
«Выдающимся поэтом был Чон Джи Сан (ум. в 1135 г.), предвосхитивший даосские настроения в корейской поэзии, которыми так богата лирика XII—XIV вв. Ему принадлежат стихи, проникнутые умиротворённой созерцательностью, воспевающие отшельничество („Древняя дорога пустынна“), непритязательные радости, застолье, вино („Захмелев, мечтаю о Цзяннани“), а также стихотворения о разлуке „Тэдонган“ и др.».
В начале XII в. в корейской литературе появляется новое направление — пхэсоль. Пхэсоль отражает общую тенденцию эпохи — наметившееся в XII—XIV вв. стремление пересмотреть с даосских позиций известный конфуцианский взгляд на человека, ибо официальная, государственная его деятельность здесь не занимает писателя.
«Человек в пхэсоль нередко изображается как участник необычного приключения, либо в тот момент, когда он, любуясь красотами природы, слагает стихи. Тем не менее, герой остаётся историческим лицом, а образ его по-прежнему идеален. Впервые объектом изображения в художественной прозе становится пейзаж. Внимание литературы привлекает пока что „идеальная“, условно красивая природа».
Казалось бы, что внимание литературы XII—XIII вв. к человеку, выпавшему из официальных взаимоотношений, неподконтрольному властям, открывали большие возможности в плане дальнейшего развития литературы к сюжетности, однако, с приходом к власти династии ЛиСписок монархов Кореи (1392—1897 гг.) данные литературные настроения не получили продолжения. При Чосонской эпохе (1392—1897 гг.) конфуцианство утвердило своё полное преобладание в области идеологии. Буддизм и даосизм подвергались гонениям как ереси. В 1518 г. был закрыт центральный даосский храм в Сеуле.

Однако господствующий режим не собирался окончательно отказываться от буддизма и даосизма, служившего орудием воздействия на народные массы. Запреты в отношении даосизма касались, прежде всего, религиозных служб и ритуалов, были изданы также королевские указы, запрещавшие хождение книг о геомантии и гадании.
Тем не менее, именно в период династии Чосон появились значительные даосcкие труды, в которых широко использовалась классика даосизма. Основательное штудирование даосcких трактатов являлось одной из основных форм практики даосизма, и в период династии Чосон была сформулирована и теоретически разработана даосcкая мысль о самовоспитании. Теоретические изыскания даосизма оказали большое влияние на медицину, и многие люди обращались в своей повседневной жизни к таким теориям, содействовавшим сохранению здоровья.
Несмотря на все гонения против буддизма, даосизма и шаманизма периода Чосон, все эти религиозные феномены смогли выжить в Корее. Даосизм получил дальнейшее развитие на теоретическом уровне. Труды Лао-цзы и Чжуан-Цзы исследовали и интерпретировали такие выдающиеся корейские ученые как Ли Юль Гок, Пак Со Ге, Хан Нам Дан, Хон Ён Чхон и Со Мё Нун.
В этот период была создана «Школа алхимии», ведущая истоки к даосским алхимическим практикам в Корё. Ролевой акцент даосизма сместился из общегосударственного феномена к феномену частных практик. Корейский даосы не просто пользовались заимствованными китайским практиками, а создавали собственные, аутентичные каноны, пропитанные национальными мотивами.Так же, уже в более поздний период правления династии Ли начали возникать первые попытки комментариев на «'Дао дэ цзин'»(道德經), написанные заинтересованной корейской интеллигенцией.
После конца правления династии Ли даосизм нашёл выражение в трёх формах. Первая — корейский религиозные обряды, представляющие из себя смесь даосских и буддийских мотивов.Вторая — определённое место в фольклорных традициях корейского общества, мифы которого ещё в период начала распространения учения впитали в себя определённые мотивы даосизма.И третья — эволюция частных алхимических практик в крупные культурные институты.
Свидетельства о присутствии даосизма в современной жизни корейского общества можно увидеть на китайских символах, обозначающих долголетие и благосостояние, украшающих многие предметы повседневного обихода корейцев — от ложки до подушек. Многие географические названия, особенно связанные с горами, так же несут сильное даосское влияние. Даосский символ «тхэгык» (великие начала, Инь и Ян) является отличительной чертой флага Южной Кореи.